# Paragordionus kawamurai
Paragordionus kawamurai är en tagelmaskart som beskrevs av Yamaguti 1943. Paragordionus kawamurai ingår i släktet Paragordionus och familjen Chordodidae. Inga underarter finns listade i Catalogue of Life.